# Казе Сопране (Ђенова)
Казе Сопране је насеље у Италији у округу Ђенова, региону Лигурија.
Према процени из 2011. у насељу је живело 86 становника. Насеље се налази на надморској висини од 677 м.